# Difractómetro

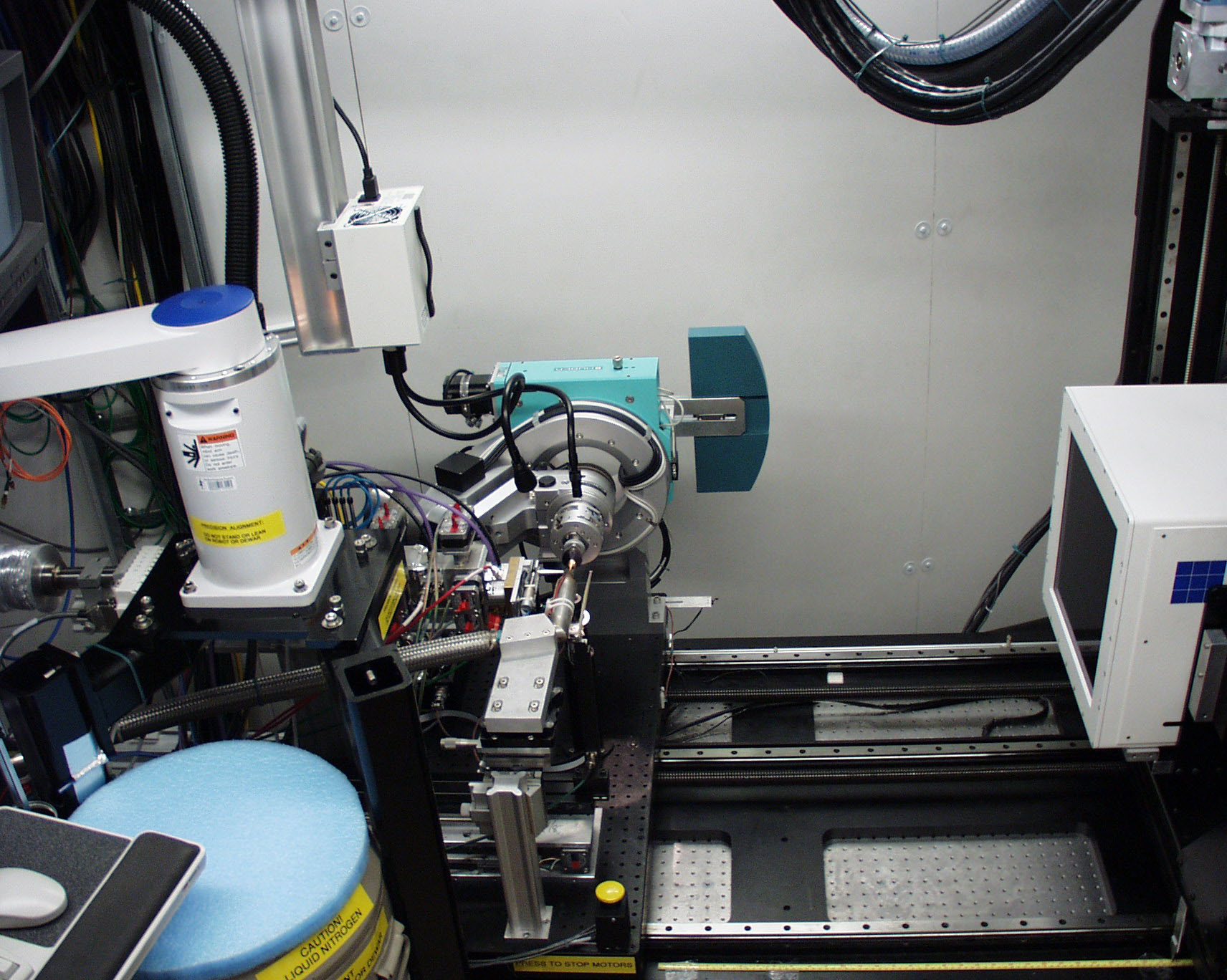
Difractómetro en una línea de sincrotrón. En la imagen, los rayos X provienen de la izquierda y tras atravesar un colimador inciden sobre la muestra, montada en un goniómetro de geometría kappa. Los rayos difractados son capturados por un detector de área (a la derecha)

El difractómetro es un instrumento utilizado para medir la difracción de un haz de radiación incidente sobre una muestra de un material. Los difractómetros se emplean para los experimentos de difracción de rayos X y difracción de neutrones.
Los primeros difractómetros utilizaban una placa fotográfica sensible a los rayos X y constaban de un tubo y soportes para la muestra y la placa. El conjunto de aparatos se rodeaba de una caja o carcasa como protección contra la radiación, por lo que a veces se usa el término «cámara». Los difractómetros modernos están controlados remotamente por ordenador y cuentan con elementos ópticos, como monocromadores, goniómetros para una orientación precisa de la muestra respecto al haz incidente y detectores digitales.

## Cámara de Laue

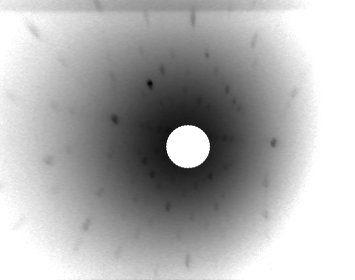
Patrón de difracción obtenido por el método de Laue en transmisión: las reflexiones dispuestas a lo largo de una curva son generadas por una misma longitud de onda.

## Cámara de Debye-Scherrer

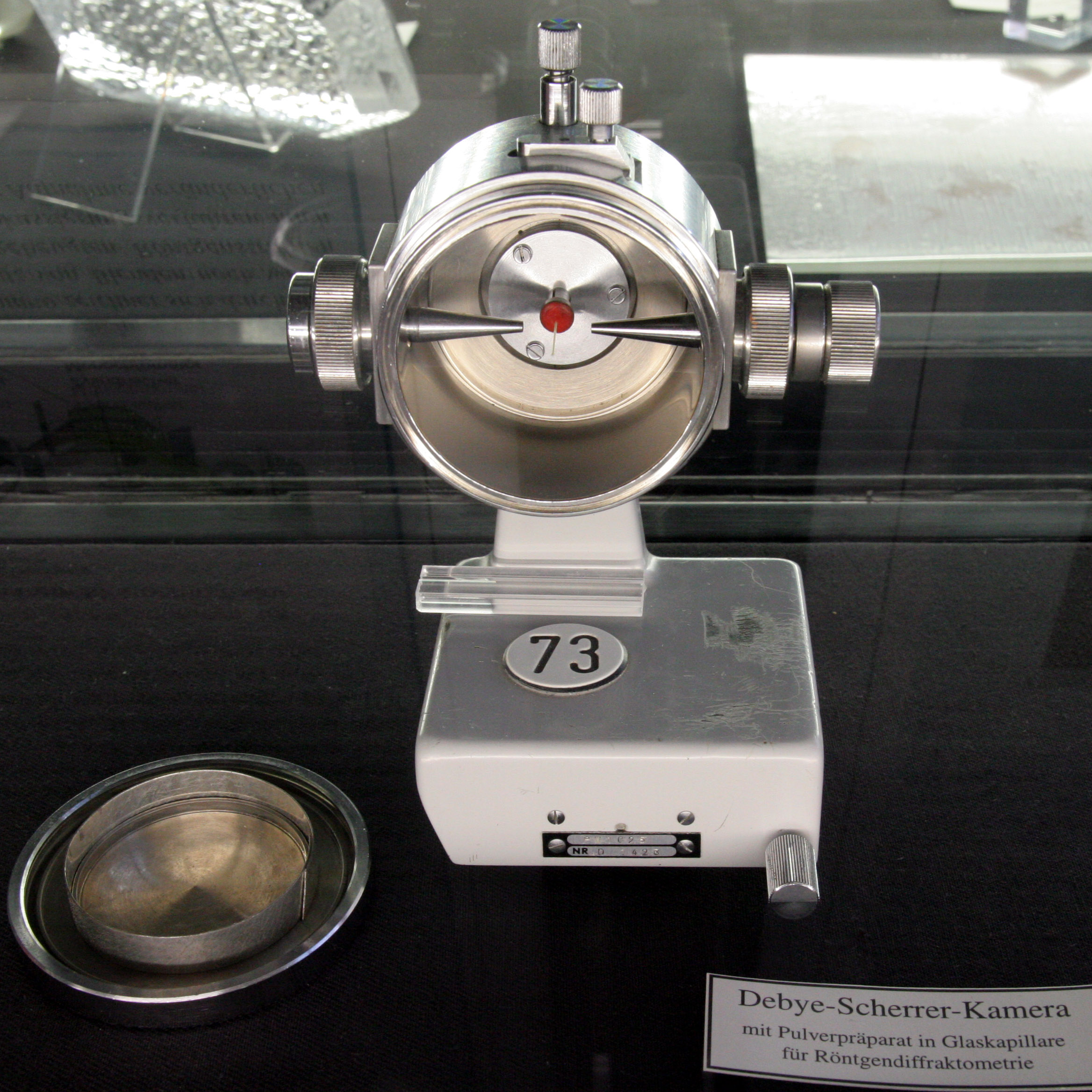
Cámara de Debye-Scherrer

### Cámara de precesión

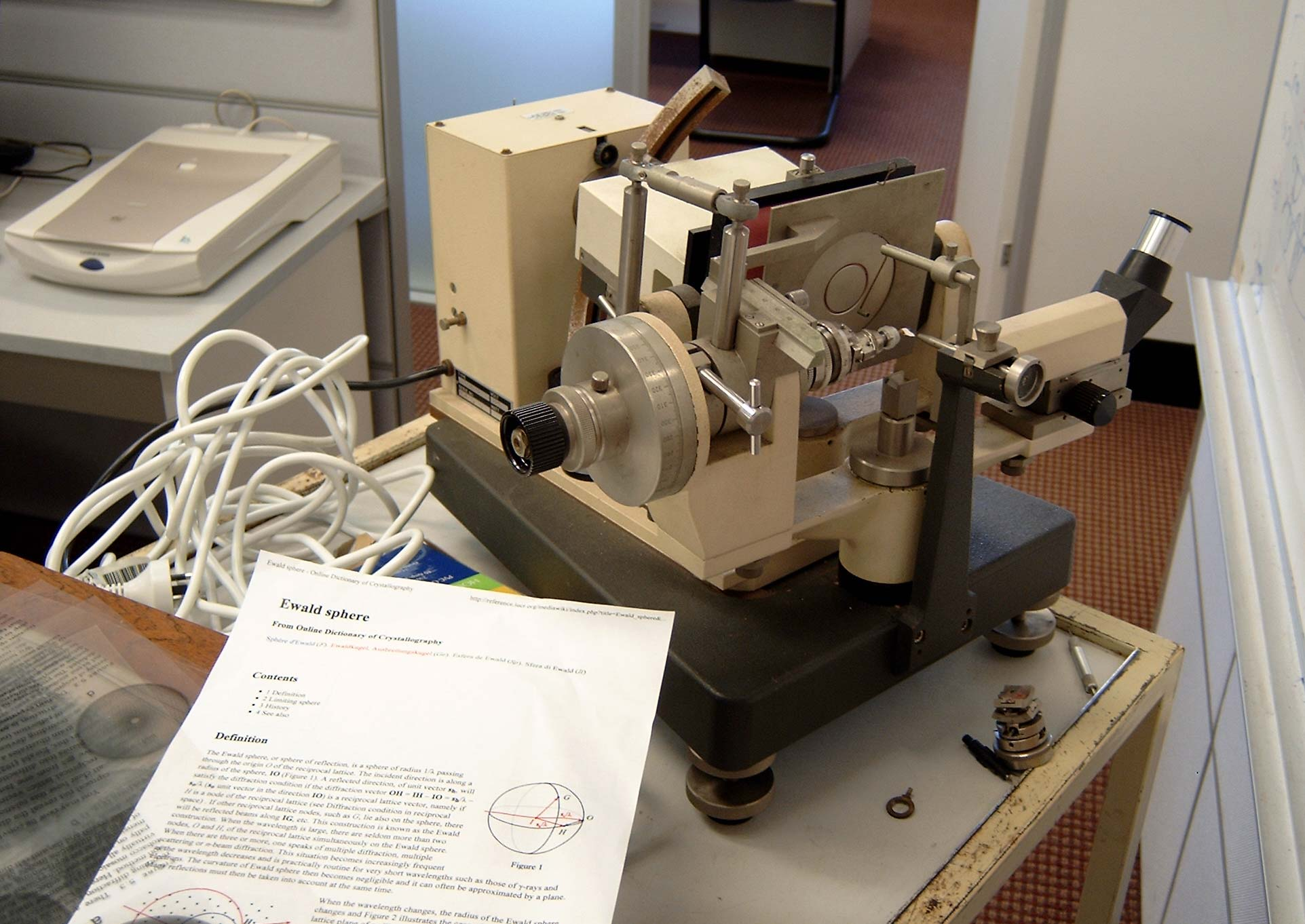
Cámara de precesión

## Goniómetro

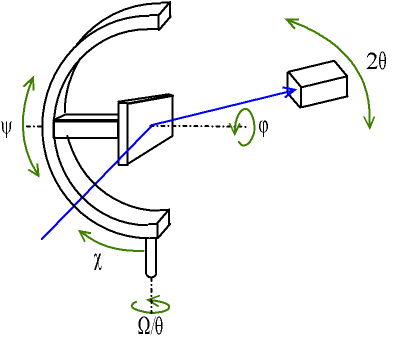
Esquema de un difractómetro con geometría euleriana. El haz de radiación incidente sobre la muestra y el haz difractado se representan en azul. El detector se encuentra sobre el eje 2θ. La muestra se puede ubicar en cualquier orientación respecto al haz incidente mediante una combinación de los ángulos χ, ω y φ